# Philostephanos von Kyrene
Philostephanos von Kyrene (lateinisch: Philostephanus, in älterer Literatur gelegentlich auch Polystephanus; * in Kyrene) war ein griechischer Dichter und Historiker des 3. Jahrhunderts v. Chr. Er war ein Freund oder Schüler des Kallimachos und lebte vermutlich hauptsächlich in Alexandreia.
Von seinen Werken sind lediglich Fragmente erhalten, unter anderem bei vielen Scholiasten und Lexikographen.

## Werke (Auswahl)
- Peri paradoxon potamon
- Peri paradoxon krenon

## Ausgaben
- Karl Müller (Hrsg.): Fragmenta, Fragmenta historicorum Graecorum III., Didot, Paris 1841–1870, 28–34 (unvollständig)